# Reichstagswahlkreis Königreich Sachsen 13

Die Wahlkreisaufteilung des Deutschen Reichs.

Der Reichstagswahlkreis Königreich Sachsen 13 (in der reichsweiten Durchnummerierung auch Reichstagswahlkreis 297; auch Reichstagswahlkreis Amtshauptmannschaft Leipzig genannt) war der dreizehnte Reichstagswahlkreis für das Königreich Sachsen für die Reichstagswahlen im Deutschen Reich und im Norddeutschen Bund von 1867 bis 1918.

## Wahlkreiszuschnitt
Der Wahlkreis umfasste die Amtshauptmannschaft Leipzig, die Vorstädte Reudnitz, Anger-Crottendorf, Neureudnitz, Thonberg, Neuschönefeld, Neustadt, Volkmarsdorf, Lindenau, Sellershausen, Neusellerhausen, Connewitz, Lößnig, Kleinzschocher, Schleußig, Plagwitz, Gohlis und Eutritzsch der Stadt Leipzig, die Gemeinden Peres, Pulgar, Rötha mit Gutsbezirk, Dahlitzsch, Espenhain, Gaulis, Geschwitz, Großpötzschau, Hain bei Borna, Kreudnitz, Mölbis mit Gutsbezirk, Muckern mit Gutsbezirk, Trachenau mit Gutsbezirk, Kömmlitz mit Gutsbezirk und Oelzschau aus der Amtshauptmannschaft Borna, die Gemeinden Brandis mit Gutsbezirk, Naunhof, Albrechtshain, Ammelshain mit Gutsbezirk, Beucha bei Brandis, Borsdorf, Cämmerei, Eicha, Erdmannshain, Fuchshain, Gerichshain, Kleinpösna, Kleinsteinberg, Klinga, Polenz bei Brandis mit Gutsbezirk, Seifertshain, Staudnitz, Wolfshain und Zweenfurth aus dem Amtshauptmannschaft Grimma.
Dies entsprach ursprünglich den Gerichtsamtsbezirken Leipzig I und II, Brandis, Taucha, Markranstädt, Zwenkau und Rötha.
Der Wahlkreis war eine Parteihochburg der SPD.
| Jahr | Einwohner |
| ---- | --------- |
| 1890 | 279.718   |
| 1895 | 334.569   |
| 1900 | 421.749   |
| 1905 | 499.947   |
| 1910 | 571.511   |

|      | Landwirtschaft | Industrie und Gewerbe | Handel und Dienstleistungen |
| ---- | -------------- | --------------------- | --------------------------- |
| 1895 | 11,8           | 53,4                  | 34,8                        |
| 1907 | 6,0            | 58,1                  | 35,9                        |

|      | Evangelisch | Katholisch |
| ---- | ----------- | ---------- |
| 1890 | 96,9        | 2,6        |
| 1905 | 95,1        | 4,0        |
| 1910 | 94,9        | 3,9        |

## Abgeordnete
| Wahl                                        | Abgeordneter            | Partei               | Bild |
| ------------------------------------------- | ----------------------- | -------------------- | ---- |
| Reichstagswahl Februar 1867 bis August 1867 | Karl von Gerber         | Altliberal           |      |
| Reichstagswahl August 1867 bis 1871         | Ferdinand Goetz         | fraktionslos liberal |      |
| Reichstagswahl 1871 bis 1874                | Karl Birnbaum           | NLP                  | 0    |
| Reichstagswahl 1874 bis 1877                | Karl Heine              | DFP                  |      |
| Reichstagswahl 1877 bis 1878                | Georg Adolf Demmler     | SAP                  |      |
| Reichstagswahl 1878 bis 1884                | Johann Gottfried Dietze | DRP                  | 0    |
| Reichstagswahl 1884 bis 1887                | Louis Viereck           | SAP                  |      |
| Reichstagswahl 1887 bis 1890                | Ferdinand Goetz         | NLP                  |      |
| Reichstagswahl 1890 bis 1918                | Friedrich Geyer         | SAP/SPD              | 0    |

## Wahlen

### 1867 (Februar)
Es fand nur ein Wahlgang statt. Die Zahl der gültigen Stimmen betrug 11.174.
| Kandidat        | Partei     | Stimmen | in % | Anmerkungen |
| --------------- | ---------- | ------- | ---- | ----------- |
| Karl von Gerber | Altliberal | 6378    | 0    | 0           |

### 1867 (August)
Es fanden zwei Wahlgänge statt. Die Zahl der gültigen Stimmen betrug in der Stichwahl 6706. 65 Stimmen waren ungültig.
| Kandidat        | Partei       | Stimmen | in % | Anmerkungen        |
| --------------- | ------------ | ------- | ---- | ------------------ |
| Ferdinand Goetz | Fraktionslos | 4459    | 0    | 0                  |
| Anger           |              | 2247    | 0    | Rittergutsbesitzer |

### 1871
Es fand ein Wahlgang statt. 23399 Männer waren wahlberechtigt. Die Zahl der abgegebenen Stimmen betrug 5969, 49 Stimmen waren ungültig. Die Wahlbeteiligung betrug 38,5 %.
| Kandidat           | Partei   | Stimmen | in % | Anmerkungen |
| ------------------ | -------- | ------- | ---- | ----------- |
| Karl Birnbaum      | NLP      | 5800    | 0    | 0           |
| Johann Jacoby      | V        | 2913    | 0    | 0           |
| Graf von Hohenthal | Kons     | 226     | 0    | 0           |
| 0                  | Sonstige | 30      | 0    | 0           |

### 1874
Es fanden zwei Wahlgänge statt. 28325 Männer waren wahlberechtigt. Die Zahl der abgegebenen Stimmen betrug im ersten Wahlgang 11895, 79 Stimmen waren ungültig. Die Wahlbeteiligung betrug 42,3 %.
| Kandidat          | Partei   | Stimmen | in % | Anmerkungen |
| ----------------- | -------- | ------- | ---- | ----------- |
| Karl Heine        | F        | 3784    | 0    | 0           |
| Dr. Johann Jacoby | S (Eis)  | 4627    | 0    | 0           |
| Karl Birnbaum     | NLP      | 3458    | 0    | 0           |
| 0                 | Sonstige | 26      | 0    | 0           |

In der Stichwahl betrug die Zahl der abgegebenen Stimmen 14251, 55 Stimmen waren ungültig. Die Wahlbeteiligung betrug 50,5 %.
| Kandidat          | Partei  | Stimmen | in % | Anmerkungen |
| ----------------- | ------- | ------- | ---- | ----------- |
| Karl Heine        | F       | 6674    | 0    | 0           |
| Dr. Johann Jacoby | S (Eis) | 7577    | 0    | 0           |

### Ersatzwahl 1874
Dr. Johann Jacoby lehnte die Annahme des Mandates am 3. Februar 1871 ab und es kam zu einer Ersatzwahl am 28. Februar 1871.
Es fand ein Wahlgang statt. 28325 Männer waren wahlberechtigt. Die Zahl der abgegebenen Stimmen betrug 13515, 47 Stimmen waren ungültig. Die Wahlbeteiligung betrug 47,9 %.
| Kandidat   | Partei   | Stimmen | in % | Anmerkungen |
| ---------- | -------- | ------- | ---- | ----------- |
| Karl Heine | F        | 7836    | 0    | 0           |
| Brake      | S (Eis)  | 5670    | 0    | 0           |
| 0          | Sonstige | 3       | 0    | 0           |

### 1877
Es fand ein Wahlgang statt. 32738 Männer waren wahlberechtigt. Die Zahl der abgegebenen Stimmen betrug 18661, 114 Stimmen waren ungültig. Die Wahlbeteiligung betrug 37,3 %.
| Kandidat            | Partei   | Stimmen | in % | Anmerkungen   |
| ------------------- | -------- | ------- | ---- | ------------- |
| Findel              | F        | 1863    | 0    | Buchhändler   |
| Georg Adolf Demmler | SAP      | 9420    | 0    | 0             |
| Wolf                | NLP      | 4302    | 0    | Bürgermeister |
| Dr. Haberkorn       | Kons     | 2859    | 0    | Assessor      |
| 0                   | Sonstige | 17      | 0    | 0             |

### 1878
Es fand ein Wahlgang statt. 34793 Männer waren wahlberechtigt. Die Zahl der abgegebenen Stimmen betrug 24647, 123 Stimmen waren ungültig. Die Wahlbeteiligung betrug 71,2 %.
| Kandidat                | Partei   | Stimmen | in % | Anmerkungen |
| ----------------------- | -------- | ------- | ---- | ----------- |
| Johann Gottfried Dietze | DRP      | 13.372  | 0    | 0           |
| Ramm                    | SPD      | 11.253  | 0    | 0           |
| 0                       | Sonstige | 22      | 0    | 0           |

### 1884
Es fand ein Wahlgang statt. 40710 Männer waren wahlberechtigt. Die Zahl der abgegebenen Stimmen betrug 27667, 128 Stimmen waren ungültig. Die Wahlbeteiligung betrug 68,3 %.
| Kandidat      | Partei   | Stimmen | in % | Anmerkungen |
| ------------- | -------- | ------- | ---- | ----------- |
|               | DRP      | 11.776  | 0    | 0           |
| Louis Viereck | SPD      | 15.233  | 0    | 0           |
| 0             | Sonstige | 16      | 0    | 0           |

### 1887
Die Kartellparteien einigten sich auf den nationalliberalen Kandidaten. Es fand ein Wahlgang statt. 45939 Männer waren wahlberechtigt. Die Zahl der abgegebenen Stimmen betrug 39402, 199 Stimmen waren ungültig. Die Wahlbeteiligung betrug 86,2 %.
| Kandidat        | Partei   | Stimmen | in % | Anmerkungen |
| --------------- | -------- | ------- | ---- | ----------- |
| Ferdinand Goetz | NLP      | 20.039  | 0    | 0           |
|                 | SPD      | 19.327  | 0    | 0           |
| 0               | Sonstige | 36      | 0    | 0           |

### 1890
Die Kartellparteien einigten sich auf den Mandatsinhaber. Es fand ein Wahlgang statt. 55.536 Männer waren wahlberechtigt. Die Zahl der abgegebenen Stimmen betrug 49.355, 231 Stimmen waren ungültig. Die Wahlbeteiligung betrug 88,9 %.
| Kandidat        | Partei   | Stimmen | in % | Anmerkungen |
| --------------- | -------- | ------- | ---- | ----------- |
| Eugen Richter   | DF       | 670     | 1,4  | 0           |
| Theodor Fritsch | DS       | 62      | 0,1  | 0           |
| Ferdinand Goetz | NLP      | 18.214  | 37,1 | 0           |
| Friedrich Geyer | SPD      | 30.127  | 61,3 | 0           |
| 0               | Sonstige | 51      | 0,1  | 0           |

### 1893
Konservative und Antisemiten riefen zur Wahl von Liebermann von Sonneberg auf. Es fand ein Wahlgang statt. 62.730 Männer waren wahlberechtigt. Die Zahl der abgegebenen Stimmen betrug 52.459, 123 Stimmen waren ungültig. Die Wahlbeteiligung betrug 83,6 %.
| Kandidat                      | Partei   | Stimmen | in % | Anmerkungen |
| ----------------------------- | -------- | ------- | ---- | ----------- |
| Max Liebermann von Sonnenberg | DS       | 9146    | 17,5 | 0           |
| Eugen Richter                 | FVP      | 625     | 1,2  | 0           |
| Hans Blum                     | NLP      | 9143    | 17,5 | 0           |
| Friedrich Geyer               | SPD      | 33.349  | 63,7 | 0           |
| 0                             | Sonstige | 72      | 0,1  | 0           |

### 1898
Konservative und BdL riefen zur Wahl des NLP-Kandidaten auf. Die FVg unterstützte den FVP-Kandidaten. Es fand ein Wahlgang statt. 77.294 Männer waren wahlberechtigt. Die Zahl der abgegebenen Stimmen betrug 60.212, 208 Stimmen waren ungültig. Die Wahlbeteiligung betrug 77,9 %.
| Kandidat                      | Partei   | Stimmen | in % | Anmerkungen                                                           |
| ----------------------------- | -------- | ------- | ---- | --------------------------------------------------------------------- |
| Max Liebermann von Sonnenberg | DSR      | 2098    | 3,5  | 0                                                                     |
| Otto Hübner                   | FVP      | 221     | 0,4  | Zimmerer und Mitglied des Generalrats der deutschen Handwerkervereine |
| David August Oehler           | NLP      | 16.596  | 27,6 | Schlossermeister und Vorsitzender der Gewerbekammer Leipzig           |
| Hermann Martin                | NS       | 2050    | 3,4  | Rechtsanwalt, Leipzig                                                 |
| Friedrich Geyer               | SPD      | 38.933  | 64,9 | 0                                                                     |
| 0                             | Sonstige | 106     | 0,2  | 0                                                                     |

### 1903
Der DR unterstützte entgegen dem landesweiten Wahlkreisabkommen nicht den NLP-Kandidaten, sondern den Kandidaten des DS. Es fand ein Wahlgang statt. 96.927 Männer waren wahlberechtigt. Die Zahl der abgegebenen Stimmen betrug 79.706, 317 Stimmen waren ungültig. Die Wahlbeteiligung betrug 82,2 %.
| Kandidat                      | Partei   | Stimmen | in % | Anmerkungen |
| ----------------------------- | -------- | ------- | ---- | ----------- |
| Max Liebermann von Sonnenberg | DSR      | 2098    | 3,5  | 0           |
| Theodor Fritsch               | DS       | 3488    | 4,4  | 0           |
| Julius Kopsch                 | FVP      | 334     | 0,4  | 0           |
| Albert Wilhelm Gustav Goetz   | NLP      | 20.321  | 25,6 | 0           |
| Friedrich Geyer               | SPD      | 54.819  | 69,0 | 0           |
| Felix Porsch                  | Zentrum  | 315     | 0,4  | 0           |
| 0                             | 0        | 43      | 0,1  | 0           |
| 0                             | Sonstige | 69      | 0,1  | 0           |

### 1907
Konservative, BdL, Antisemiten und die Mittelstandsvereinigung riefen zur Wahl Hülßners auf, die beiden linksliberalen Parteien unterstützten Bär. Es fand ein Wahlgang statt. 112.537 Männer waren wahlberechtigt. Die Zahl der abgegebenen Stimmen betrug 97.948, 356 Stimmen waren ungültig. Die Wahlbeteiligung betrug 87,0 %.
| Kandidat           | Partei   | Stimmen | in % | Anmerkungen |
| ------------------ | -------- | ------- | ---- | ----------- |
| Bär                | FVP      | 789     | 0,8  | 0           |
| Theodor Hülßner    | NLP      | 39.689  | 40,7 | Architekt   |
| Friedrich Geyer    | SPD      | 56.712  | 58,1 | 0           |
| Matthias Erzberger | Zentrum  | 356     | 0,4  | 0           |
| 0                  | Sonstige | 46      | 0,0  | 0           |

### 1912
Konservative, BdL und die Antisemiten riefen zur Wahl Henricis auf, die NLP stellte einen eigenen Kandidaten auf. Es fand ein Wahlgang statt. 134.755 Männer waren wahlberechtigt. Die Zahl der abgegebenen Stimmen betrug 119.685, 659 Stimmen waren ungültig. Die Wahlbeteiligung betrug 88,8 %.
| Kandidat           | Partei   | Stimmen | in % | Anmerkungen             |
| ------------------ | -------- | ------- | ---- | ----------------------- |
| Hugo Graf          | FoVP     | 9167    | 7,7  | Fabrikant, Leipzig      |
| Arnold Günther     | NLP      | 24.294  | 20,4 | Dr., Redakteur, Leipzig |
| Józef Chociszewski | Polen    | 42      | 0,0  | 0                       |
| Ernst Henrici      | RP       | 8812    | 7,4  | Dr., Landwirt, Klinga   |
| Friedrich Geyer    | SPD      | 76.599  | 64,4 | 0                       |
| 0                  | Sonstige | 112     | 0,1  | 0                       |